# 瓦拉波迪奥
瓦拉波迪奥（義大利語：Varapodio），是意大利雷焦卡拉布里亚省的一个市镇。总面积29平方公里，人口2245人，人口密度77.4人/平方公里（2009年）。ISTAT代码为080095。